# Vîșnevîi Dil, Krasnodon
Vîșnevîi Dil (în ucraineană Вишневий Діл) este un sat în comuna Valievka din raionul Krasnodon, regiunea Luhansk, Ucraina.

## Demografie
Componența lingvistică a localității Vîșnevîi Dil
     Rusă (84,38%)
     Ucraineană (15,63%)
Conform recensământului din 2001, majoritatea populației localității Vîșnevîi Dil era vorbitoare de rusă (84,38%), existând în minoritate și vorbitori de ucraineană (15,63%).